# Orthodox aartsbisdom van België en exarchaat van Nederland en Luxemburg
Het Orthodox Aartsbisdom van België en Exarchaat van Nederland en Luxemburg maakt deel uit van de wereldwijd verspreide orthodoxe kerk. Ze maakt deel uit van het Oecumenisch Patriarchaat van Constantinopel en omvat de drie landen van de Benelux. 

## Beschrijving
Het aartsbisdom werd opgericht in 1969 door een besluit van de Heilige Synode van het Oecumenisch Patriarchaat van Constantinopel. Aan het hoofd van het aartsbisdom staat een aartsbisschop die de titel heeft van metropoliet van België en exarch van Nederland en van het Groothertogdom Luxemburg. Het aartsbisdom telt 41 parochies: 31 in België, 8 in Nederland en 2 in het Groothertogdom Luxemburg. Ook een klein klooster in het Nederlandse Asten behoort tot het aartsbisdom. In de meerderheid van de parochies wordt liturgie gevierd in het Grieks, terwijl er ook parochies zijn waar men in het Pools, in het Arabisch of in het Nederlands of Frans diensten houdt.          

## Geschiedenis
Een permanente orthodoxe aanwezigheid in de Lage Landen ving aan in het midden van de 18e eeuw. Op initiatief van Griekse kooplieden werd in Amsterdam een kleine parochie opgericht onder de bescherming van de Heilige Katherina. In 1760 zorgden Griekse kooplui er voor dat de liturgie van de Heilige Johannes Chrysostomos vertaald werd in het Nederlands en gedrukt werd op 1000 exemplaren.
In 1900 werd in Antwerpen een tweede parochie opgericht voor de Griekse handelaren en zeevaarders. De parochie werd toegewijd aan de Boodschap van de Moeder Gods en behoorde – zoals alle Griekse parochies van de diaspora – tot de jurisdictie van het Oecumenisch Patriarchaat. 
In 1926 werd in Brussel een orthodoxe parochie opgericht. Midden de jaren vijftig kwamen nagenoeg 30.000 Grieken naar België om er te werken als gastarbeiders. Om tegemoet te komen aan hun geestelijke en pastorale noden stuurde de oecumenische patriarch Athenagoras vier jonge priesters naar België. Nieuwe parochies werden opgericht in Luik, de Borinage en Belgisch Limburg.
Stilaan liet zich ook de nood gevoelen aan een orthodoxe aanwezigheid in de taal van het land. Zo kwam het dat verschillende orthodoxe autochtonen in diverse steden van de Benelux orthodoxe parochies oprichtten, waar niet in het Grieks, het Slavisch of het Roemeens gecelebreerd werd, maar in het Nederlands of het Frans. Zo werd in 1972, op initiatief van advocaat Ignace Peckstadt, in Gent een eerste Nederlandstalige orthodoxe parochie gesticht, toegewijd aan de Heilige Apostel Andreas, patroon van de Kerk van Constantinopel. De kerk werd ondergebracht in een oud pand van het voormalige Elisabethbegijnhof. De initiatiefnemer werd tot diaken en even later tot priester gewijd. Nog andere parochies werden opgericht waar men voornamelijk in de lokale taal liturgie viert, in Brugge, Kortrijk, Oostende, Hasselt, Eindhoven, Den Haag, Tilburg, Eupen, Brussel en Doornik.  

## Metropolieten
Bij de oprichting van het orthodox aartsbisdom in 1969, werd Mgr. Emilianos Zacharopoulos, toen nog metropoliet van Selevkia, verkozen tot eerste metropoliet ervan. Zijn intronisatie had plaats op 11 november van dat jaar, in de orthodoxe kathedraal van de HH. Aartsengelen aan de Brusselse Stalingradlaan. Het aartsbisdom telde toen 13 parochies. 
Op 22 december 1982 werd Mgr. Emilianos verkozen tot metropoliet van Kos in Griekenland en werd hij als Belgisch metropoliet opgevolgd door zijn hulpbisschop, Mgr. Panteleimon Kontogiannis. In 2013 moest Mgr. Panteleimon om gezondheidsredenen ontslag nemen.
Hulpbisschop Athenagoras Peckstadt, werd eenparig verkozen tot metropoliet van België en exarch van Nederland en Luxemburg. Het was de eerste keer dat de Synode van het Oecumenisch Patriarchaat een niet-Griek verkoos tot diocesaan metropoliet. Hiermee staat Athenagoras Peckstadt aan het hoofd van de orthodoxe kerk in België, in Nederland en in het Groothertogdom Luxemburg. Hij is tevens voorzitter van de orthodoxe bisschoppenconferentie van de Benelux.

## Officiële erkenningen
Vanaf de oprichting van het aartsbisdom werden inspanningen geleverd voor officiële erkenning door de Belgische Staat. De inspanningen werden aangevat door Metropoliet Zacharopoulos en werden verder gezet door Panteleimon Kontogiannis. Hij werd hierin bijgestaan door enkele juristen, met name de aartspriesters Marc Nicaise en Ignace Peckstadt en dr. Antoine Van Bruaene. Dit leidde in 1985 tot de officiële bevestiging als erkende godsdienst. De uitvoeringsbesluiten werden in 1988 ondertekend. Hierbij werd onder meer gestipuleerd dat "de metropoliet-aartsbisschop van het Oecumenisch Patriarchaat van Constantinopel het representatief orgaan is van het geheel van de Orthodoxe Kerk".
In het Groothertogdom Luxemburg genoot de orthodoxe kerk een eerste erkenning door de overeenkomsten tussen kerk en staat van 1997 en 2004. Ze werden gevolgd door een officiële erkenning, dankzij de ondertekening van een conventie op 26 januari 2015. Deze conventie erkent vier parochies: een Griekstalige, een Russische, een Servische en een Roemeense. De metropoliet van België en exarch van Nederland en Luxemburg van het Oecumenisch Patriarchaat van Constantinopel vertegenwoordigt de orthodoxe kerk. 
Wat Nederland betreft, sinds de oprichting in 2010 van de Orthodoxe Bisschoppenconferentie van de Benelux, hebben de bisschoppen een akkoord ondertekend dat stipuleert dat voortaan "de metropoliet van het Oecumenisch Patriarchaat van Constantinopel of zijn plaatsvervanger de vertegenwoordiger zal zijn van het geheel van de orthodoxe kerk in Nederland". In 2013 werden statuten neergelegd die de organisatie van deze vertegenwoordiging regelen en tevens een adviesraad opgericht die de vertegenwoordiger bijstaat. De vertegenwoordiger is thans de metropoliet van België en exarch van Nederland.

## Voetnoot
1. ↑   Koninklijk Besluit van 15 maart 1988